# Самаркандский округ
Самарка́ндский о́круг — один из десяти округов Узбекской ССР — союзной республики в составе СССР. Узбекская ССР делилась на округи в 1926—1930 годах. Самаркандская область существовала также в 1926—1930 годах. Административным центром и крупнейшим городом округа являлся Самарканд, который одновременно в 1925—1930 годах являлся столицей Узбекской ССР. В 1930 году столица республики была перенесена в Ташкент.
В 1925 году, спустя короткое время после образования Узбекской ССР, в республике было введено областное деление. Области делились на уезды, а те, в свою очередь, на волости. Менее чем через год, в 1926 году, областное деление было упразднено и введено деление республики на округа, которые в свою очередь делились на районы. В 1930 году в Узбекской ССР произошла очередная административно-территориальная реформа, округа были упразднены, а входившие в них районы переданы в прямое подчинение республике. Таким образом, республика была разделена на 71 район, которые делились на 1494 сельсовета. Также в республике имелись 9 городов республиканского подчинения, которым подчинялось ещё 204 сельсовета.
Самаркандский округ с севера граничил с Казахской АССР в составе РСФСР, с северо-востока — с Ташкентским округом, с юга — с Кашка-Дарьинским округом, с запада — с Зеравшанским округом, а с востока — с Таджикской АССР, которая находилась в составе Узбекской ССР.
Самаркандский округ состоял из 10 районов:
| Район            | Административный центр |
| ---------------- | ---------------------- |
| Ак-Дарьинский    | Лаиш                   |
| Булунгурский     | Булунгур               |
| Джизакский       | Джизак                 |
| Зааминский       | Заамин                 |
| Митанский        | Митан                  |
| Пай-Арыкский     | Пайарык                |
| Паст-Даргомский  | Джума                  |
| Ургутский        | Ургут                  |
| Юкары-Даргомский | Нет точных данных      |
| Янги-Курганский  | Нет точных данных      |

Основная часть округа находилась на территории Зарафшанской долины. По территории области протекала третья по длине река в Средней Азии — Зарафшан, а с севера и юга область была окружена Туркестанским и Зарафшанским хребтами.